# 梅雷苏蒙特龙
梅雷苏蒙特龙（法語：Mérey-sous-Montrond，法語發音：[meʁɛ su mɔ̃tʁɔ̃]，意为“蒙特龙下方的梅雷”）是法国杜省的一个旧市镇，属于贝桑松区。2022年，梅雷苏蒙特龙与市镇维莱苏蒙特龙合并为新市镇莱蒙龙，梅雷苏蒙特龙为新市镇行政中心。

## 地理
梅雷苏蒙特龙（47°9'5"N, 6°4'7"E）面积10.79 平方千米，位于法国勃艮第-弗朗什-孔泰大區杜省，该省份为法国东部内陆省份，北起上索恩省，西接汝拉省，东部及东南部与瑞士接壤，东北部与贝尔福地区省接壤。
与梅雷苏蒙特龙接壤的市镇（或旧市镇、城区）包括：拉韦兹、蒙特龙堡、塔尔瑟奈、维莱苏蒙特龙、塔尔瑟奈-富什朗。

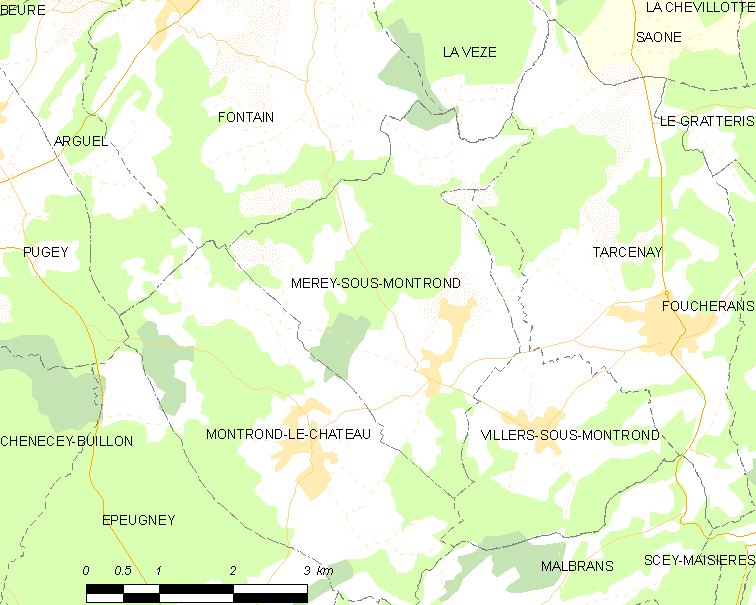
梅雷苏蒙特龙的OSM定位图

梅雷苏蒙特龙的时区为UTC+01:00、UTC+02:00（夏令时）。

## 行政
梅雷苏蒙特龙的邮政编码为25660，INSEE市镇编码为25375。

## 政治
梅雷苏蒙特龙所属的省级选区为奥尔南县。

## 人口

1962-2008年间梅雷苏蒙特龙人口变化图示

梅雷苏蒙特龙于2018年1月1日时的人口数量为436人。